# Smelowskia inopinata
Smelowskia inopinata är en korsblommig växtart som först beskrevs av Vladimir Leontjevitj Komarov, och fick sitt nu gällande namn av Vladimir Leontjevitj Komarov. Smelowskia inopinata ingår i släktet Smelowskia och familjen korsblommiga växter. Inga underarter finns listade i Catalogue of Life.